# Batalha de Clastídio
A Batalha de Clastídio foi travada em 222 a.C. entre as forças da República Romana, comandadas pelo cônsul Marco Cláudio Marcelo, e as tribos gaulesas dos ínsubres e gesetas, lideradas pelo rei destes últimos, Viridomaro, que foi morto em combate. A derrota gaulesa em Clastídio abriu o caminho para que os romanos conquistassem a capital dos ínsubres, Mediolano (moderna Milão), derrotando-os definitivamente.

## Contexto histórico
A causa desta batalha foi uma invasão romana realizada pelo por Cláudio Marcelo ao território dos ínsubres, que, três anos antes, haviam conduzido uma perigosa ofensiva em território romano, encerrada na Batalha de Telamão, considerada uma das maiores de toda a Antiguidade. Os romanos recusaram as propostas de paz dos ínsubres e estavam cercando Acerras, localizada entre o rio Pó e os Alpes, uma cidade tradicionalmente identificada como sendo a moderna Pizzighettone, entre Cremona e Lodi.
Para tentar aliviar a situação de Acerras, que estavam completamente isolada (os romanos haviam ocupado todas as posições estratégicas em torno da cidade), os ínsubres, reforçados por cerca de 30 000 mercenários gesetas, um povo que vivia no vale do Ródano, do outro lado dos Alpes, tentaram criar um novo confronto em Clastídio, uma importante cidade dos maricos, um povo lígure que, provavelmente, por temor dos belicosos vizinhos ínsubres, já haviam aceitado, no ano anterior, uma aliança com a República Romana.

## Batalha
Os romanos, ao saberem da notícia, não abandonaram o cerco como esperavam os ínsubres, mas enviara a cavalaria (inútil num cerco) com parte da infantaria para socorrer a cidade aliada. Não é claro se Clastídio já havia sido capturada (como parece indicar Plutarco) ou se ainda resistia, como, com grande probabilidade, indica Políbio. Enquanto isto, os ínsubres, abandonaram Clastídio e marcharam contra os romanos, mas sofreram duras perdas para a cavalaria romana. Depois de uma certa resistência, atacados pela frente e pelos flancos, os gauleses começaram uma desordenada retirada em direção a um rio (o Pó ou, talvez, como defender Mario Baratta, um pequeno curso d'água local, o Coppa), onde um grande número acabou se afogando na tentativa de atravessar para fugir da cavalaria romana. Os que ficaram foram massacrados. O próprio Marcelo, reconhecendo o rei inimigo, Viridomaro, por suas vestes, o atacou e o matou em combate singular.

## Consequência
A destruição do exército ínsubre abriu o caminho ao romanos para Mediolano (moderna Milão), a capital inimiga, que foi rapidamente conquistada. A batalha de Clastídio, foi, por isto, uma das mais importantes para a conquista romana da Gália Cisalpina e é uma das mais famosas da história italiana.
Uma nota época desta batalha foi o confronto direto de Marcelo contra Viridomaro, o que lhe valeu a raríssima honra de consagrar a spolia opima ("as ricas vestes") de Viridomaro no Templo de Júpiter Ferétrio. Apenas três generais romanos tiveram a mesma honra: Marcelo, Rômulo, na lendária fundação de Roma, e Aulo Cornélio Cosso, na Batalha de Fidenas (437 a.C.). Com este feito heroico, Marcelo foi transformado em protagonistas de uma das mais antigas obras da literatura latina, a fabula praetexta de Névio conhecida como "Clastídio".
Além disto, Marcelo celebrou também um triunfo, registrado nos Fastos Triunfais da seguinte forma:
| “ | M. CLAUDIUS M. F. M. N. MARCELLUS AN. DXXXI COS. DE GALLEIS INSUBRIBUS ET GERMAN K. MART. ISQUE SPOLIA OPIMA RETTULIT REGE HOSTIUM VIRDUMARO AD CLASTIDIUM INTERFECTO O cônsul Marco Cláudio Marcelo, filho de Marco Cláudio Marcelo, neto de Marco Cláudio Marcelo Dos gauleses ínsubres e germânicos recolheu a spolia opima do rei inimigo Viridomaro na batalha de Clastídio com suas próprias mãos. | ” |
|   | — Fastos Triunfais. |   |